# Vitjazinella
Vitjazinella é um gênero de gastrópodes pertencente a família Raphitomidae.

## Espécie
- Vitjazinella multicostata Sysoev, 1988